# Protéasome

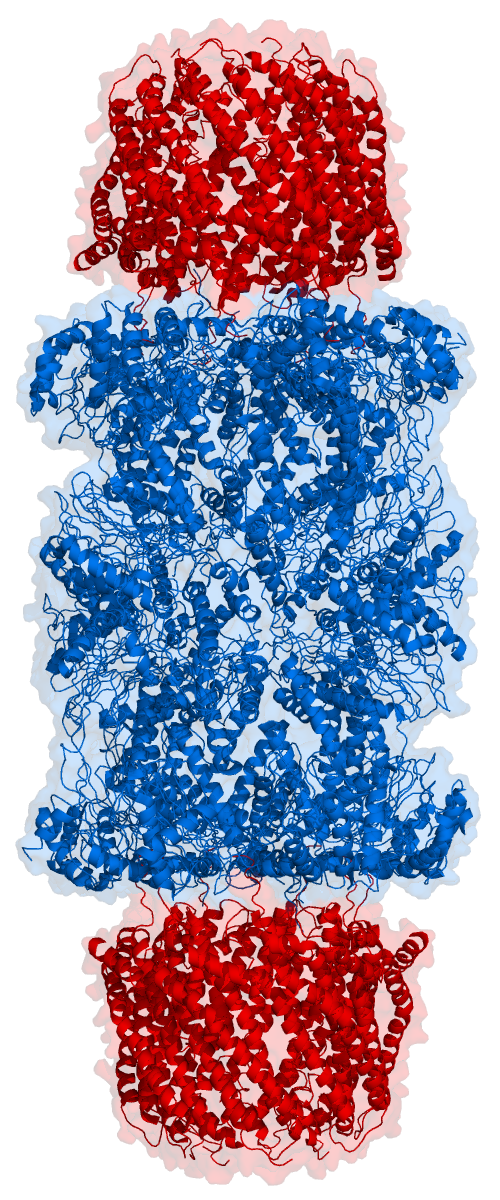
Représentation du protéasome obtenue par Diffractométrie de rayons X après cristallisation. Le cœur catalytique 20S est en bleu. Les deux complexes régulateurs 19S sont en rouge. Le tout a un coefficient de sédimentation de 26S.

Les protéasomes sont des complexes enzymatiques multiprotéiques que l'on retrouve chez les eucaryotes, les archées ainsi que chez quelques bactéries de l'ordre Actinomycetales. Dans les cellules eucaryotes il se trouve dans le cytosol et est associé au réticulum endoplasmique ainsi que dans le noyau. Leur fonction principale est de dégrader les protéines mal repliées, dénaturées ou obsolètes de manière ciblée. Cette dégradation se fait par protéolyse, une réaction chimique qui coupe les liaisons peptidiques et qui est effectuée par des enzymes appelées protéases. La protéine est ainsi découpée en peptides longs de 7 à 9 acides aminés qui seront ensuite hydrolysés hors du protéasome et recyclés. Les protéines sont marquées pour la dégradation par une protéine appelée ubiquitine. Ce marquage est réalisé par l'action coordonnée de trois types d'enzymes. Une fois le marquage par une première molécule d'ubiquitine réalisé, d'autres ubiquitines vont être rajoutées à sa suite. Il faudra une chaîne d'au moins quatre ubiquitines pour que le protéasome 26S reconnaisse la protéine à dégrader. Il existe un compartiment pour celui-ci.
Le protéasome a une forme de baril et possède une cavité en son centre cernée par quatre anneaux, fournissant ainsi un espace clos pour la digestion des protéines. Chaque anneau est composé de sept protéines : les deux anneaux intérieurs sont constitués de sept sous-unités β qui contiennent le site actif de la protéase, tandis que les deux anneaux extérieurs contiennent sept sous-unités α dont le rôle consiste à maintenir l'ouverture par laquelle les protéines à dégrader pénètrent dans le baril: ces sous-unités α sont capables de reconnaître les marqueurs de polyubiquitine qui régulent le processus de dégradation. L'ensemble est connu sous le terme de complexe protéasome-ubiquitine.
La dégradation protéasomale est un élément essentiel de nombreux processus cellulaires, notamment le cycle cellulaire, l'expression génétique et la réponse au stress oxydatif. L'importance de la dégradation protéolytique et du rôle de l'ubiquitine lors de celle-ci a été officialisée par la remise du prix Nobel de chimie 2004 à Aaron Ciechanover, Avram Hershko et Irwin Rose. La régulation du protéasome fait encore de nos jours l'objet de recherches intensives.

## Découverte
Jusqu'à la découverte du complexe ubiquitine-protéasome, la dégradation des protéines dans les cellules était considérée comme essentiellement basée autour des lysosomes, des organites liés à la membrane cellulaire et dont l'intérieur acide est rempli de protéases qui peuvent dégrader et recycler les protéines exogènes et les organites usés ou endommagés. De nouveaux travaux sur la dégradation protéique ATP-dépendante dans les réticulocytes, dépourvus de lysosomes, suggéraient la présence d'un mécanisme intracellulaire alternatif pour gérer cette dégradation: celui-ci, composé de plusieurs chaînes protéiques distinctes, fut décrit pour la première fois en 1978. Des recherches subséquentes sur la modification des histones permit l'identification d'une modification covalente inattendue entre une lysine et une glycine N-terminale de l'ubiquitine, dont on ignorait à l'époque la fonction. On fit alors le lien avec une protéine récemment découverte et connue sous le nom de facteur protéolytique ATP-dépendant 1 (ATP-dependent proteolysis factor 1, ou plus simplement APF-1), qui ne faisait dès lors plus qu'un avec l'ubiquitine.

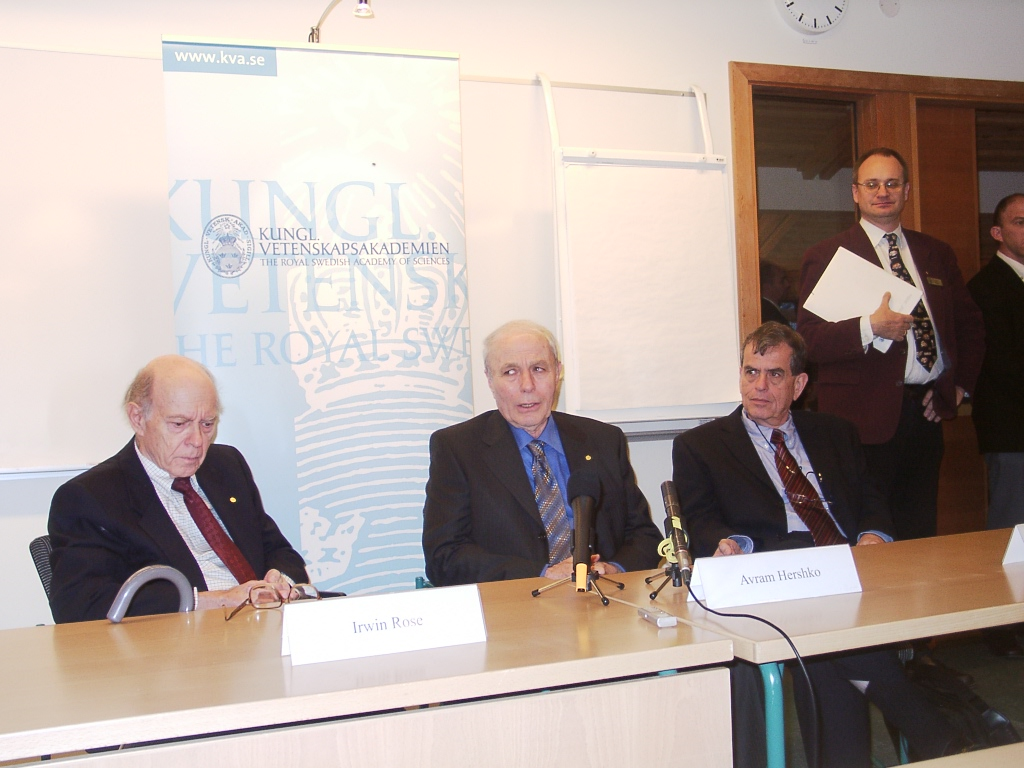
Les lauréats du Prix Nobel 2004, avec de gauche à droite: Irwin Rose, Avram Hershko et Aaron Ciechanover.

L'essentiel des premiers travaux qui menèrent à l'identification du protéasome eurent lieu dans les années 1970 et 80 au Technion, dans le laboratoire d'Avram Hershko où Aaron Ciechanover était doctorant. L'année sabbatique prise par Hershko au sein du groupe d'Irwin Rose au Fox Chase Cancer Center de Philadelphie permit de développer de nouvelles approches conceptuelles, bien que Rose ait largement relativisé son rôle dans cette découverte. Quoi qu'il en soit, les trois chercheurs se sont partagé le Prix Nobel de chimie en 2004 pour leur découverte.
L'utilisation de la microscopie électronique au milieu des années 1980 permit de révéler la structure en anneaux empilés qui est celle du protéasome, mais la structure d'une des sous-unités (la 20S) ne fut résolue par cristallographie qu'en 1994. Aucune structure complète montrant l'interaction entre centre actif et protéine cible n'a encore été résolue à ce jour (mars 2007), même si des modèles ont été développés qui donnent une bonne idée du fonctionnement du complexe.

## Structure et organisation
Les composants du protéasome sont nommés d'après leur coefficient de sédimentation de Svedberg (noté S). La forme la plus répandue est le protéasome 26S de masse moléculaire 2000 kilodaltons et qui contient un cœur catalytique en forme de baril, le 20S, et deux complexes régulateurs 19S placés de chaque côté de celui-ci.
Le centre est creux et forme la cavité au cœur de laquelle les protéines sont dégradées, après être entrées par l'une des deux extrémités, celle-ci s'associant avec une sous-unité régulatrice 19S contenant des sites actifs d'ATPase et des sites de liaison avec l'ubiquitine. Cette structure reconnaît les protéines polyubiquitinées et les transfère au centre catalytique. Une autre sous-unité (11S) peut également s'associer avec celui-ci, de la même manière que le ferait un complexe 19S : il a été postulé que 11S jouerait alors un rôle dans la dégradation de peptides « étrangers », tels que ceux produits lors de l'infection par un virus.

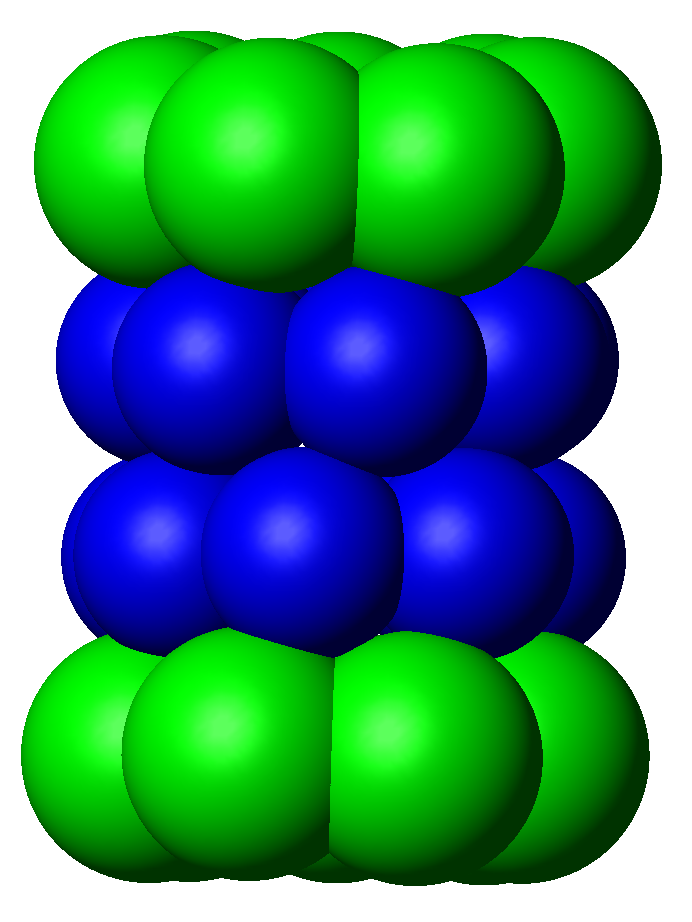
Un schéma du protéasome 20S vu de côté. Les sous-unités α formant les deux anneaux externes sont en vert, les sous-unités β constituant les anneaux internes en bleu.

### Cœur catalytique 20S
Le nombre et la variété des sous-unités constituant le complexe 20S dépend de l'organisme dont il fait partie, étant entendu que le nombre de sous-unités distinctes et leur degré de spécialisation est plus grand chez les multicellulaires que chez les unicellulaires, ainsi que chez les eucaryotes par rapport aux procaryotes. Cependant, tous les 20S sont constitués de quatre structures heptamériques circulaires, elles-mêmes composées de deux types distincts de sous-unités: les deux anneaux extérieurs de sous-unités α servent pour la régulation et ont un rôle plutôt structural (régulation de l'accès des protéines au cœur du protéasome), tandis que les sept sous-unités β des deux anneaux intérieurs portent l’activité catalytique par le biais des sites actifs des protéases qu'elles contiennent.
La taille du protéasome s'est relativement bien conservée pendant l'évolution, celui-ci mesurant environ 150 angstroms (Å) de long par 115 Å de diamètre. Le centre actif ne fait pas plus de 53 Å, mais il arrive que son chemin d'accès ne dépasse pas les 13 Å de large — il est donc probable que les protéines doivent être déjà partiellement dénaturées pour pouvoir interagir avec les sites actifs.
Chez les eucaryotes (comme la levure), les sept sous-unités sont toutes différentes les unes des autres, tandis que chez les archées elles sont toutes semblables. Les bactéries, à l'exception de l'ordre Actinomycetales, n’ont pas de protéasome 20S mais un complexe analogue appelé Hs1v avec un site catalytique ouvert.
Chez les eucaryotes, seules trois sous-unités β sont actives mais elles ont des spécificités de coupure différentes : de type trypsine pour les acides aminés basiques, chymotrypsine pour les acides aminés aromatiques et caspase pour les acides aminés acides. Chez les mammifères par exemple, ce sont les sous-unités β1, β2, et β5 qui sont catalytiques. Des variantes notées  β1i, β2i et β5i peuvent être exprimées dans les cellules hematopoïétiques en réponse à des signaux inflammatoires tels que les cytokines, notamment les interférons gamma. Un protéasome constitué de ces sous-unités est appelé un immunoprotéasome, dont la spécificité de substrat est altérée par rapport à un protéasome « normal ».

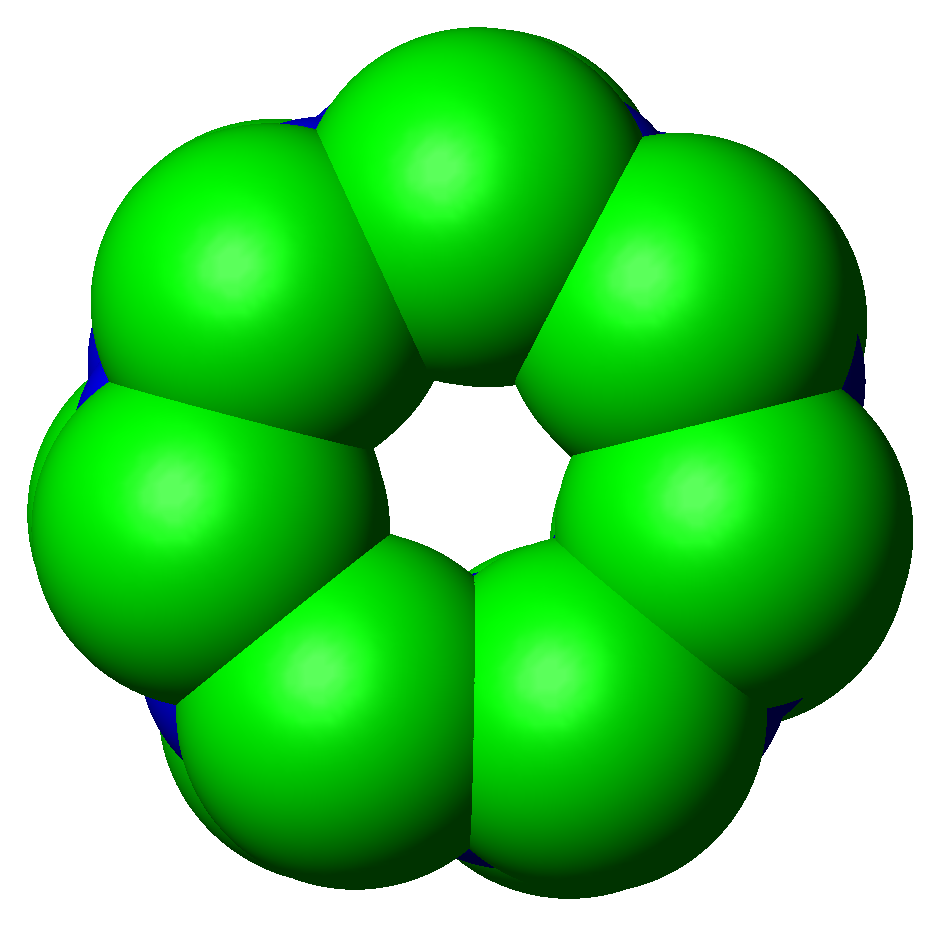
Vue du dessus du complexe 20S illustrant la septuple symétrie des anneaux

### Complexe régulateur 19S
Le complexe 19S est constitué de 17 protéines distinctes et comporte deux zones : une « base » de 9 protéines se colle à l'anneau α du 20S, et possède l’activité ATPase sur 6 de ses 9 constituants (c'est la présence d'ATP qui permet l'association de 19S et 20S); l’autre partie (8 protéines), forme un « chapeau » plus flexible qui sert de couvercle à l’entrée dans le site catalytique. C’est ce complexe qui reconnaît la chaîne de polyubiquitine. Il participe au dépliement de la protéine ainsi qu'à sa translocation dans le cœur du 20S, et contient également une isopeptidase qui va enlever la chaîne d’ubiquitine de la protéine, bien qu'on ne sache pas encore exactement si l'énergie dégagée par l'hydrolyse de l'ATP sert au dépliement, à l'ouverture du canal central ou aux deux.
Les différents constituants du complexe 19S ont leur propre activité de régulation : La gankyrine, une oncoprotéine récemment découverte, est un élément de 19S qui interagit également avec la kinase cycline-dépendante CDK4, et joue un rôle dans la reconnaissance de la version ubiquitinée de p53 par le biais de son affinité avec l'ubiquitine ligase MDM2. La gankyrine est anti-apoptotique et il a été démontré qu'elle était surexprimée dans certains types de tumeurs tels que le carcinome hépatocellulaire.

### Complexe régulateur 11S
Il existe enfin un complexe 11S heptamérique dit « activateur » qui peut s’associer au 20S. Il stimule l’activité peptidase du protéasome mais est incapable de reconnaître l’ubiquitine et ne possède pas d'activié ATPase. Il pourrait jouer un rôle dans la dégradation des peptides viraux, mais pas de protéines plus larges. Cette structure 11S peut parfois être rencontrée sous le terme de PA28 ou REG. Le mécanisme utilisé pour se lier à 20S par le biais de son C-terminus et ouvrir l'accès au cœur du protéasome en favorisant une modification de la conformation des anneaux α semble très proche, sinon similaire, à celui utilisé par le complexe 19S.
L'expression de 11S est induite par l'interféron gamma et, en association avec les sous-unités β de l'immunoprotéasome, provoque la génération de peptides qui iront se lier au complexe majeur d'histocompatibilité.
La structure du complexe 26S n'était toujours pas élucidée en 2006, mais on pense que les complexes 11S et 19S se lient de manière similaire au complexe 20S.

## Assemblage
L'assemblage du protéasome est un processus complexe de par le nombre de sous-unités qui doivent s'associer afin de former un complexe actif. Les sous-unités β sont synthétisées avec un « propeptide » N-terminal qui sera modifié pendant l'assemblage du complexe 20S afin d'exposer le site actif protélytique. 20S est alors assemblé à partir de deux demi-protéasomes, chacun constitué d'un proto-anneau β à sept constituants et attaché à un heptamère α.
L'association des deux anneaux β déclenche une autolyse thréonine-dépendante des propeptides, exposant ainsi le site actif. Ces interactions entre β sont essentiellement le fait de ponts salins et d'interactions hydrophobes entre des hélices alpha conservées (leur mutation diminue la faculté d'assemblage du protéasome). L'association des demi-protéasomes est initiée par le regroupement des sous-unités α en heptamère. Le mode d'assemblage de ces dernières n'a pas encore été caractérisé.
On connaît en général beaucoup moins le mode d'assemblage et de maturation du complexe régulateur 19S. Les sous-unités pourraient s'assembler en deux composants distincts, une base d'ATPases et un chapeau ubiquitine-spécifique. Les six ATPases s'assembleraient en paires par le biais d'interactions coiled coil. L'ordre dans lequel les 19 sous-unités du complexe régulateur s'assemblent est probablement lié à un mécanisme empêchant l'exposition du site actif tant que le mécanisme de régulation n'est lui-même pas en place.

## Processus de dégradation protéique

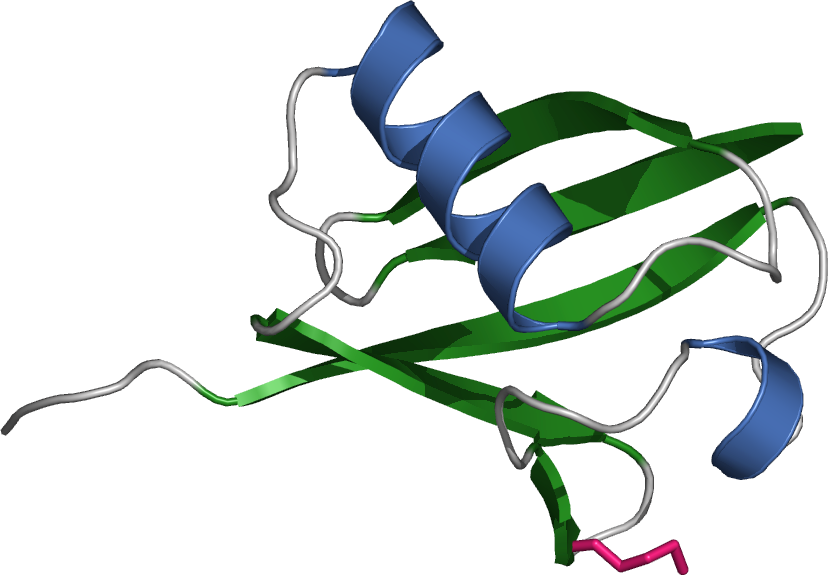
Ubiquitine, la protéine hautement conservée qui marque la cible de la dégradation.

## Ubiquitination
L’ubiquitine est une protéine de 76 acides aminés hautement conservée chez les Eucaryotes. Elle sert de signal de reconnaissance pour la dégradation par le protéasome 26S. Elle est fixée à la protéine à détruire par une liaison covalente entre l’un des résidus cystéine de sa partie C-terminale et un groupement NH2 d’une lysine de la protéine ciblée.
D’autres ubiquitines peuvent alors se fixer à un résidu lysine de la première ubiquitine pour former une chaîne. En effet, seules les protéines liées à une chaîne d’au moins quatre molécules d’ubiquitine sont reconnues par le protéasome 26S.

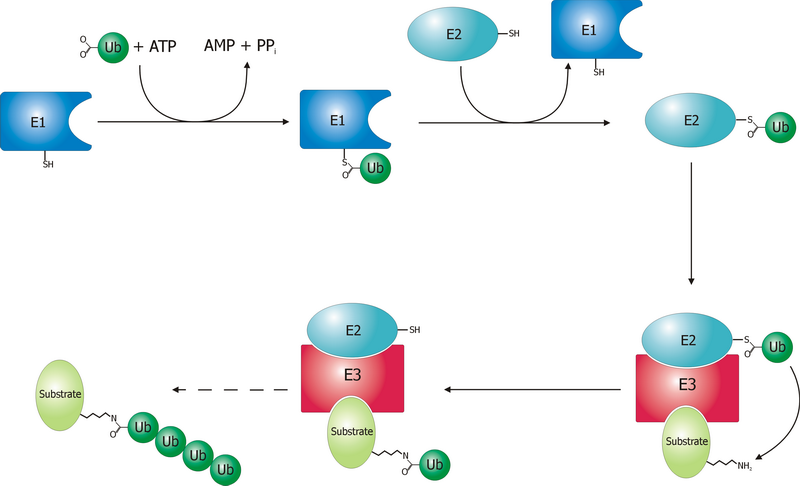
Le processus d'ubiquitination

Ces opérations sont réalisés avec l’aide de trois autres types d’enzymes (notées E1,E2 et E3) :
- l’enzyme d’activation de l’ubiquitine (E1), active l’ubiquitine en présence d’ATP en formant une liaison thiolester entre un résidu cystéine de son site catalytique et l’ubiquitine, puis transfère l’ubiquitine activée sur l’une des E2s ;
- l’enzyme de conjugaison de l’ubiquitine(E2), modifie une fois de plus l’ubiquitine en formant une liaison thiolester et est capable d’attacher l’ubiquitine à la protéine cible en général avec l’aide d’une E3 ;
- l’ubiquitine ligase (E3), joue un rôle dans la reconnaissance entre l’ubiquitine et les différentes protéines cibles.

Un des domaines de l’ubiquitine reconnaît alors le complexe 19S du protéasome.
Après avoir été enlevée par le protéasome, la chaîne de polyubiquitine est découpée pour être réutilisée. La monoubiquitination des protéines est également impliquée dans d’autres processus dont l’endocytose et l’exocytose.
 (janvier 2018).

## Ubiquitination et ciblage
Les protéines sont ciblées pour être dégradées par le protéasome grâce à une modification covalente d'un résidu de lysine qui nécessite les actions coordonnées de trois enzymes. Dans un premier temps, une enzyme activatrice d'ubiquitine (connue sous le nom de E1) hydrolyse de l'ATP et adényle une molécule d'ubiquitine. Ensuite, la molécule est transférée vers les résidus de cystésine du site actif de E1, conjointement avec l'adénylation d'une seconde molécule d'ubiquitine. Cette molécule adénylée est par la suite transférée vers la cystéine d'une seconde enzyme (E2). Puis, un membre d'une classe d'enzymes très variées connues comme ligases d'ubiquitines (E3) reconnait  la protéine spécifique qui doit être « ubiquinitée » et catalyse le transfert d'ubiquitine de E2 à la protéine ciblée. Une protéine cible doit être marquée avec au moins quatre monomères d'ubiquitine (sous la forme d'une chaine de polyubiquitine) avant d'être reconnue par une des deux extrémités du protéasome. C'est donc la protéine E3 qui confère le substrat spécifique au système. Le nombre des protéines E1, E2 et E3 exprimées dépend de l'organisme et du type de la cellule, mais il y a beaucoup d'enzymes E3 différentes présentes chez l'Homme, ce qui indique un nombre immense de cibles pour le système d'ubiquitine.
Le mécanisme par lequel une protéine polyubiquitinée est menée jusqu'au protéasome n'est pas pleinement compris. Des protéines réceptrices d'ubiquitine ont une zone de type « ubiquitine-like » (UBL) N-terminal et une ou plusieurs zones associées d'ubiquitine (UBA pour « ubiquitin-associated »). Les zones UBL sont reconnues par les capsules 19S du protéasome et les zones UBA lient l'ubiquitine via des paquets à trois hélices. Ces protéines réceptrices accompagnent probablement les protéines polyubiquitinées au protéasome, bien que les détails de ces interactions et leur régulation ne soient pas clairs.
La protéine d'ubiquitine est composée de 76 acides aminés et doit son nom à sa nature omniprésente, comme elle a une séquence hautement conservée et se trouve dans tous les organismes eucaryotes connus.
Les gènes codant l'ubiquitine dans les eucaryotes sont arrangés en paires, certainement à cause des importantes demandes de ces gènes de produire une quantité suffisante d'ubiquitine pour les cellules. L'hypothèse est émise que l'ubiquitine est la protéine la plus lente à évoluer identifiée à ce jour.

## Déroulement et transfert
Après qu'une protéine a été marquée par une chaîne d'ubiquitine, elle est reconnue par le complexe régulateur 19S qui s'y lie en consommant de l'ATP. Le substrat protéique doit ensuite entrer à l'intérieur du complexe 20S afin d'entrer en contact avec les sites actifs de l'enzyme. En raison de l'encombrement du pore central du complexe 20S dû aux extrémités N-terminales des sous-unités, le substrat doit être partiellement déplié afin de pouvoir pénétrer à l'intérieur du protéasome. Le passage de la protéine dépliée à l'intérieur du complexe 20S s'appelle la translocation et a lieu seulement après le retrait de la chaîne d'ubiquitine de la protéine. Il convient de préciser que l'ordre dans lequel la protéine est dépliée puis dé-ubiquitinée n'est pas encore bien clair.

## Cible thérapeutique
Plusieurs molécules ont été développées comme médicaments agissant comme des inhibiteurs du protéasome. Le premier commercialisé est le bortézomib. Le protéasome est également une cible d'intérêt thérapeutique par le biais d'une nouvelle stratégie de développement de composés thérapeutiques. Il s'agit des molécules de types PROTAC qui vont, par le mécanisme d'action innovant, utiliser le protéasome pour induire une dégradation sélective d'une protéine cible,.